# Joseph Serra y Juliá

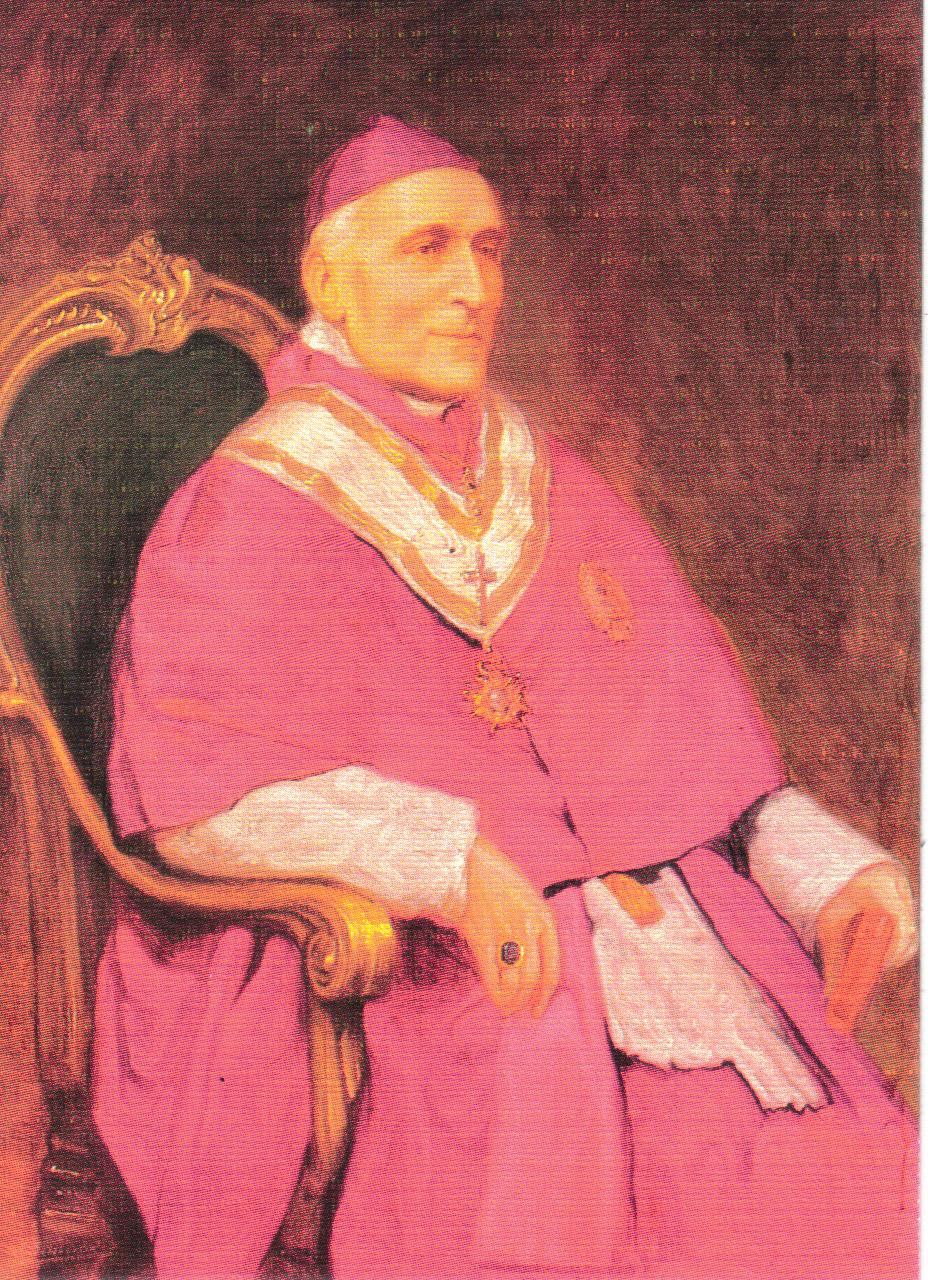

José Marìa Benito Serra y Juliá oder Joseph Serra y Juliá OSB (* 11. März 1811 in Mataró, Spanien als José Eduardo y Antonio Serra y Juliá; † 8. September 1886 in Benicàssim) war spanischer Geistlicher, Benediktiner, Missionar in Australien, Gründer der Abtei von New Norcia und der Oblatinnen vom Allerheiligsten Erlöser.

## Leben
eine Eltern waren José Serra Fuster und Teresa Juliá, die ihn zum Studium an die Piaristenschule in Barcelona schickten. Er schloss sein geisteswissenschaftliches Studium 1821 ab, aber da er zu diesem Zeitpunkt Waise war, musste er sein Studium unterbrechen und in einem Geschäft in Barcelona arbeiten.
Serra trat in das Benediktinerkloster San Martino in Santiago de Compostela ein. Mit der ersten Ordensprofess am 21. Dezember 1828 nahm er den Ordensnamen José María Benito an. Später wurde er zum Studium der Philosophie an die Benediktiner-Universität Irache (Navarra) (1830–1833) und der Theologie an das Kolleg San Vicente in Oviedo (1833–1835) geschickt, wo er im Dezember 1834 zum Diakon und am 18. März 1835 von Rafael Téllez OFMCap, Erzbischof von Santiago de Compostela, zum Priester geweiht wurde.
Nach der von der Mendizábal-Regierung verfügten Generalexlaustration wegen antiklerikaler Aufstände ging er Anfang Dezember 1835 in das Kloster Santísima Trinidad de la Cava in der Nähe von Neapel, wo er als Rektor als Professor für Theologie und Kanoniker, Griechisch und Hebräisch tätig war des Priesterseminars und Synodalprüfer (1836–1845). 1844 stellte er sich in Begleitung von Pater Rosendo Salvado der Heiligen Kongregation von Propaganda Fide zur Verfügung, die sie nach Australien schickte, wo er am 8. Januar 1846 ankam. Der Bischof von Perth ernannte ihn zum Oberen der Mission und Generalvikar der Diözese. Er gründete in Australien die Mission New Norcia.
Papst Pius IX. ernannte ihn am 9. Juli 1847 zum Bischof von Victoria. Anschließend reiste er nach Rom. Am 15. August 1848 weihte Giacomo Filippo Fransoni, Präfekt der Kongregation De Propaganda Fide, ihn im College de la Propaganda in Rom zum Bischof. Mitkonsekratoren waren John MacHale, Erzbischof von Tuam, und Francis Joseph Nicholson OCD, Koadjutorerzbischof von Korfu. Am 26. März 1849 verlieh ihm Königin Isabella II. das Großkreuz des Königlichen Ordens von Isabel der Katholischen.
Am 7. August 1849 wurde er, während er in Madrid war, zum Koadjutorbischof von Perth und Titularbischof von Daulia ernannt. Am 6. Oktober desselben Jahres kehrte er mit neununddreißig Missionaren nach Australien zurück. Am 3. Oktober 1851 wurde er zusätzlich Apostolischer Administrator von Perth. Am 7. Januar 1862 nahm der Heilige Stuhl seinen Rücktritt als Koadjutorbischof zurück und wurde als Apostolischer Administrator entpflichtet.
Nachdem er nach Hause zurückgekehrt war und sich in Madrid niedergelassen hatte, begann er, sich verschiedenen apostolischen Werken zu widmen, insbesondere in Krankenhäusern für Frauen, die wegen Geschlechtskrankheiten behandelt werden mussten. Um Prostituierten zu helfen, ihren Lebensstil zu ändern, eröffnete er 1864 ein Zufluchtsort in Ciempozuelos und gründete die Kongregation der Oblatenschwestern vom Allerheiligsten Erlöser.
Er nahm am Ersten Vatikanischen Konzil als Konzilsvater teil.
1885 zog er sich in die Karmel von Las Palmas in Benicàssim zurück, wo er im folgenden Jahr starb.